# Etnografía de Nariño
Según el censo de 2018, la población de Nariño está compuesta en un 66,5 % por mestizos y blancos, 17,8 % por negros o afrodescendientes y 15,7 % por indígenas.

## Características generales

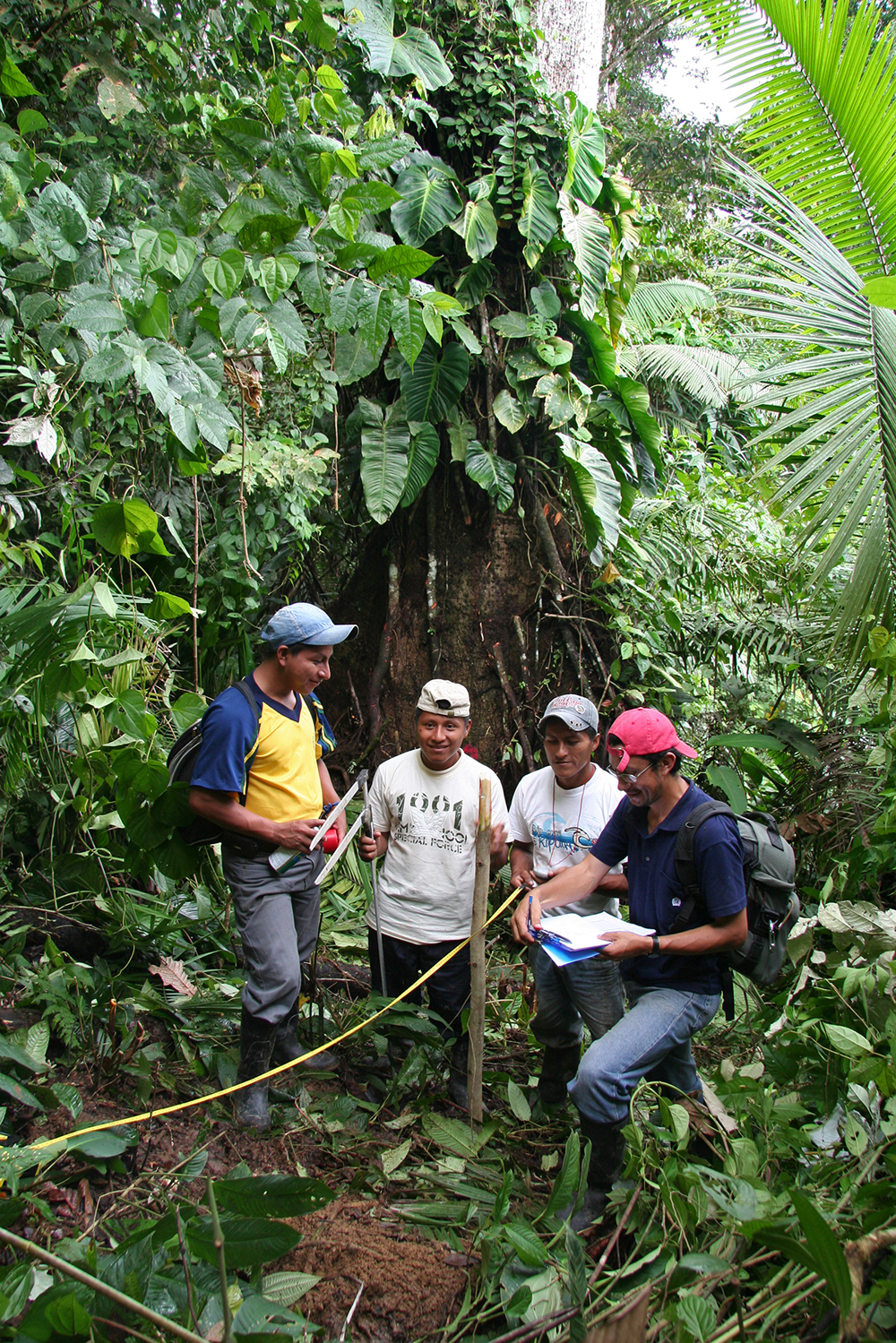
La etnia coaiquer awá habita en el piedemonte costero de Nariño.

Nariño presenta una geografía diversa y clima variado según las altitudes: caluroso en la planicie del Pacífico y frío en la parte montañosa, situación que se repite en sentido norte-sur.
Más del 70% de la población se asientan sobre la cordillera andina, siendo la mayoría de sus habitantes (pastusos o serranos) descendientes del mestizaje entre los pueblos indígenas y los colonizadores españoles.
Los afrodescendientes están concentrados en la llanura costera, tras ser introducidos durante el comercio transatlántico de esclavos.
La etnia indígena más numerosa corresponde al conglomerado de los pastos-quillasingas. El pueblo de los pastos se localiza al sur de la región andina (altiplano de Túquerres e Ipiales), mientras que los quillasingas habitan en los alrededores del Valle de Atriz y la laguna de La Cocha. Debido a la extinción de su lengua, estos pueblos se encuentran totalmente hispanizados.
Otros pueblos indígenas incluyen:
- Los coaiquer awá del piedemonte costero (municipios de Barbacoas, Mallama, Tumaco y Ricaurte), hablantes de la lengua awá pit, y que probablemente desciende de los pastos expulsados por las invasiones incaicas.

- Los ingas del resguardo de Aponte (municipio de El Tablón de Gómez), que constituyen el enclave más septentrional de lengua quechua en el continente, atestiguando la presencia del Imperio incaico en esta región.

- Los indígenas de las tierras bajas, cofán en la vertiente amazónica y epera cerca del Océano Pacífico, que mantienen un estilo de vida tribal.

La población blanca desciende de españoles de origen vasco, castellano y andaluz, que se asentaron en la región en la época colonial.
En la actualidad, existe pequeño enclave de eurodescendientes en los puertos de Mulatos y Vigía (municipio de La Tola).

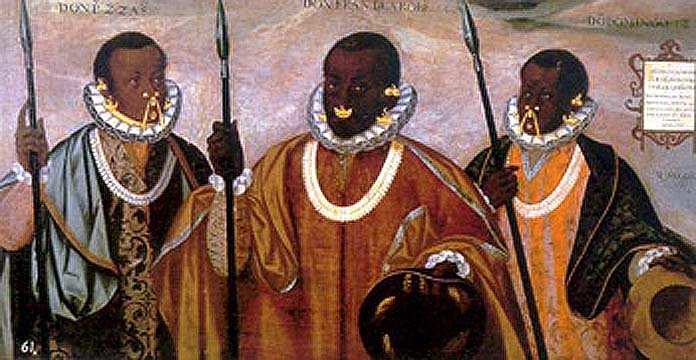
Los mulatos de Esmeraldas, por el pintor mestizo Andrés Sánchez Gallque. Óleo sobre lienzo,
92 × 175 cm, Museo del Prado (Madrid). Cuadro colonial que recuerda los caciques cimarrones que regentaran parte del litoral pacífico.

Tras la independencia, Nariño también ha acogido a inmigrantes españoles, italianos, alemanes, suizos, polacos, palestinos, gitanos, venezolanos, ecuatorianos, y colombianos procedentes de otras regiones.

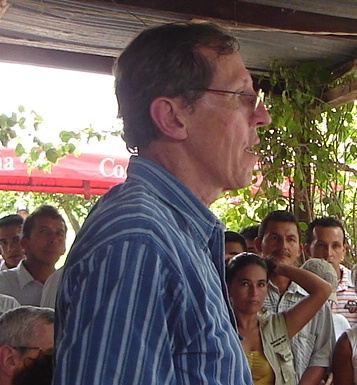
Antonio Navarro Wolff, político nariñense de ascendencia alemana.

### Composición histórica
En 1776 la población de la provincia de Barbacoas (litoral de Nariño) estaba compuesta por 6 388 mulatos y negros (4 134 libres y 2 388 esclavos), 1 736 indígenas y 907 blancos.
Por su parte, en 1806 la provincia de Pasto (altiplano nariñense) estaba habitada por 12 300 indígenas, 7 700 mestizos, 6 200 blancos y 740 negros.
Según el censo de 1912, el 45,4 % de los nariñenses se identificó como blanco, el 26,3 % como indígena, el 7,7 % como negro, y el 20,5 % como mezcla de razas.
El censo de 2005 encontró que la población de Nariño está compuesta en un 70,42 % por mestizos y blancos, 18,82 % por afrodescendientes, 10,76 % por indígenas, y 0,01 % por gitanos.

## Genética
Según (Ibarra et al, 2014) la mezcla genética del departamento de Nariño es 51,1 % amerindia, 30,1 % europea y 18,8 % africana.
En (Fuerst et al, 2016) se estima que la composición genética del departamento es 44 % amerindia, 38 % europea y 18 % africana.
Para la región andina, (Ossa et al, 2016) encuentra que la composición es 48,65 % europea, 44,28 % indígena y 7,07 % africana.
Resultados similares a los obtenidos por (Yunis, 1993), que sobre una muestra de 2 110 individuos, concluye que la mezcla racial en la región andina nariñense es entre 43 % y 52 % europea, entre 40 % y 49 % amerindia, y 7,8 % africana.
En (Wang et al, 2008), los mestizos de Pasto exhiben un 57,2 % de ascendencia amerindia, seguida por un 39,2 % de ascendencia europea y un 3,6 % de ascendencia africana. En el mismo sentido, (Healy et al, 2017) señala que la mezcla racial en Pasto es 55 % amerindia, 43 % europea y 2 % africana.
Para (Rojas et al, 2010), la composición genética de Pasto es 65,2 % amerindia, 32,1 % europea y 2,7 % africana. Mientras que en (Criollo et al, 2021), la mezcla racial en la ciudad es 56,7 % amerindia, 38,6 % europea y 4,7 % africana.
Con muestra de Tumaco y Túquerres, (Kodaman et al, 2014) concluye que en el puerto predomina la ascendencia africana (58%), seguida de la ancestría indígena y europea (23% y 19%, respectivamente), mientras que en la región montañosa predomina el aporte indígena (67%), seguido por la contribución europea (31%) y un mínimo aporte africano (3%).
Para los pueblos indígenas, (Galanter et al, 2017) encuentra que los awá y los pastos presentan cierto grado de mezcla europea (17% y 16%, respectivamente) y un mínimo aporte africano (2%).

## Composición étnica por municipio

### Censo de 2005
La siguiente tabla muestra la composición étnica en los municipios nariñenses de acuerdo al censo de 2005:
| Municipio            | Provincia        | Mestizos y blancos | Mulatos y negros | Indígenas |
| -------------------- | ---------------- | ------------------ | ---------------- | --------- |
| Albán                | Juanambú         | 99,9 %             | 0,1 %            | 0,0 %     |
| Aldana               | Obando           | 27,8%              | 1,0%             | 71,2%     |
| Ancuya               | Túquerres        | 99,5%              | 0,4%             | 0,1%      |
| Arboleda             | Juanambú         | 99,7%              | 0,2%             | 0,1%      |
| Barbacoas            | Tumaco-Barbacoas | 6,6%               | 78,3%            | 15,1%     |
| Belén                | Juanambú         | 99,6%              | 0,4%             | 0,0%      |
| Buesaco              | Pasto            | 98,6%              | 1,3%             | 0,1%      |
| Colón                | Juanambú         | 89,9%              | 10,1%            | 0,0%      |
| Consacá              | Pasto            | 99,8%              | 0,2%             | 0,0%      |
| Contadero            | Obando           | 63,7%              | 0,0%             | 36,3%     |
| Córdoba              | Obando           | 2,4%               | 0,1%             | 97,5%     |
| Cuaspud              | Obando           | 12,8%              | 0,0%             | 87,2%     |
| Cumbal               | Obando           | 7,0%               | 0,0%             | 93,0%     |
| Cumbitara            | Túquerres        | 99,6%              | 0,1%             | 0,3%      |
| Chachagüí            | Pasto            | 99,7%              | 0,2%             | 0,1%      |
| El Charco            | Tumaco-Barbacoas | 2,2%               | 94,7%            | 3,1%      |
| El Peñol             | Pasto            | 99,8%              | 0,2%             | 0,0%      |
| El Rosario           | Juanambú         | 99,8%              | 0,2%             | 0,0%      |
| El Tablón de Gómez   | Juanambú         | 83,0%              | 0,1%             | 16,9%     |
| El Tambo             | Pasto            | 99,8%              | 0,2%             | 0,0%      |
| Funes                | Obando           | 85,9%              | 0,1%             | 14,0%     |
| Guachucal            | Obando           | 32,5%              | 0,0%             | 67,5%     |
| Guaitarilla          | Túquerres        | 70,3%              | 25,9%            | 3,8%      |
| Gualmatán            | Obando           | 99,5%              | 0,3%             | 0,2%      |
| Iles                 | Obando           | 86,0%              | 0,0%             | 14,0%     |
| Imués                | Túquerres        | 85,9%              | 0,1%             | 14,0%     |
| Ipiales              | Obando           | 72,1%              | 0,2%             | 27,7%     |
| La Cruz              | Juanambú         | 99,7%              | 0,2%             | 0,1%      |
| La Florida           | Pasto            | 99,8%              | 0,1%             | 0,1%      |
| La Llanada           | Túquerres        | 97,9%              | 1,9%             | 0,2%      |
| La Tola              | Tumaco-Barbacoas | 1,3%               | 98,1%            | 0,6%      |
| La Unión             | Juanambú         | 99,6%              | 0,3%             | 0,1%      |
| Leiva                | Juanambú         | 98,7%              | 1,2%             | 0,1%      |
| Linares              | Túquerres        | 99,9%              | 0,1%             | 0,0%      |
| Los Andes            | Túquerres        | 98,9%              | 0,3%             | 0,8%      |
| Magüí                | Tumaco-Barbacoas | 2,8%               | 97,0%            | 0,2%      |
| Mallama              | Túquerres        | 13,6%              | 0,3%             | 86,1%     |
| Mosquera             | Tumaco-Barbacoas | 2,7%               | 97,0%            | 0,3%      |
| Nariño               | Pasto            | 97,6%              | 2,4%             | 0,0%      |
| Olaya Herrera        | Tumaco-Barbacoas | 1,4%               | 94,8%            | 3,8%      |
| Ospina               | Túquerres        | 99,1%              | 0,0%             | 0,9%      |
| Pasto                | Pasto            | 97,6%              | 1,6%             | 0,8%      |
| Francisco Pizarro    | Tumaco-Barbacoas | 5,3%               | 94,3%            | 0,4%      |
| Policarpa            | Juanambú         | 98,4%              | 1,3%             | 0,3%      |
| Potosí               | Obando           | 84,2%              | 0,0%             | 15,8%     |
| Providencia          | Túquerres        | 88,0%              | 12,0%            | 0,0%      |
| Puerres              | Obando           | 99,7%              | 0,1%             | 0,3%      |
| Pupiales             | Obando           | 95,4%              | 0,1%             | 4,5%      |
| Ricaurte             | Túquerres        | 27,0%              | 1,0%             | 72,0%     |
| Roberto Payán        | Tumaco-Barbacoas | 3,8%               | 91,3%            | 4,9%      |
| Samaniego            | Túquerres        | 97,8%              | 1,9%             | 0,3%      |
| Sandoná              | Pasto            | 99,8%              | 0,2%             | 0,0%      |
| San Bernardo         | Juanambú         | 99,9%              | 0,1%             | 0,0%      |
| San Lorenzo          | Juanambú         | 99,2%              | 0,8%             | 0,0%      |
| San Pablo            | Juanambú         | 99,7%              | 0,2%             | 0,1%      |
| San Pedro de Cartago | Juanambú         | 100,0%             | 0,0%             | 0,0%      |
| Santa Bárbara        | Tumaco-Barbacoas | 3,8%               | 94,2%            | 2,0%      |
| Santacruz            | Túquerres        | 35,0%              | 0,3%             | 64,7%     |
| Sapuyes              | Túquerres        | 83,6%              | 0,1%             | 16,3%     |
| Taminango            | Juanambú         | 94,5%              | 5,5%             | 0,0%      |
| Tangua               | Pasto            | 99,6%              | 0,1%             | 0,3%      |
| Tumaco               | Tumaco-Barbacoas | 6,1%               | 88,8%            | 5,1%      |
| Túquerres            | Túquerres        | 69,0%              | 0,2%             | 30,8%     |
| Yacuanquer           | Pasto            | 99,8%              | 0,2%             | 0,0%      |
| Nariño               |                  | 70,4%              | 18,8%            | 10,8%     |

### Censo de 2018
La composición étnica por municipio según el censo de 2018 era la siguiente:
| Municipio                     | Provincia        | Mestizos y blancos | Mulatos y negros | Indígenas |
| ----------------------------- | ---------------- | ------------------ | ---------------- | --------- |
| Albán                         | Juanambú         | 99,5 %             | 0,3 %            | 0,2 %     |
| Aldana                        | Obando           | 21,6%              | 0,1%             | 78,3%     |
| Ancuya                        | Túquerres        | 99,7%              | 0,2%             | 0,1%      |
| Arboleda                      | Juanambú         | 99,5%              | 0,5%             | 0,0%      |
| Barbacoas                     | Tumaco-Barbacoas | 3,9%               | 64,7%            | 31,4%     |
| Belén                         | Juanambú         | 99,8%              | 0,2%             | 0,0%      |
| Buesaco                       | Pasto            | 99,6%              | 0,2%             | 0,2%      |
| Colón                         | Juanambú         | 99,6%              | 0,4%             | 0,0%      |
| Consacá                       | Pasto            | 97,6%              | 0,2%             | 2,2%      |
| Contadero                     | Obando           | 60,5%              | 0,1%             | 39,4%     |
| Córdoba                       | Obando           | 1,9%               | 0,1%             | 98,0%     |
| Cuaspud                       | Obando           | 4,4%               | 0,1%             | 95,5%     |
| Cumbal                        | Obando           | 3,1%               | 0,1%             | 96,8%     |
| Cumbitara                     | Túquerres        | 98,6%              | 1,2%             | 0,2%      |
| Chachagüí                     | Pasto            | 99,4%              | 0,5%             | 0,1%      |
| El Charco                     | Tumaco-Barbacoas | 0,9%               | 94,3%            | 4,8%      |
| El Peñol                      | Pasto            | 99,9%              | 0,1%             | 0,0%      |
| El Rosario                    | Juanambú         | 99,8%              | 0,2%             | 0,0%      |
| El Tablón de Gómez            | Juanambú         | 85,4%              | 0,1%             | 14,5%     |
| El Tambo                      | Pasto            | 99,5%              | 0,4%             | 0,1%      |
| Funes                         | Obando           | 87,1%              | 0,3%             | 12,6%     |
| Guachucal                     | Obando           | 17,3%              | 0,1%             | 82,6%     |
| Guaitarilla                   | Túquerres        | 89,9%              | 0,1%             | 10,0%     |
| Gualmatán                     | Obando           | 98,5%              | 0,2%             | 1,3%      |
| Iles                          | Obando           | 81,7%              | 0,2%             | 18,1%     |
| Imués                         | Túquerres        | 91,3%              | 0,2%             | 8,5%      |
| Ipiales                       | Obando           | 65,9%              | 0,7%             | 33,4%     |
| La Cruz                       | Juanambú         | 99,9%              | 0,1%             | 0,0%      |
| La Florida                    | Pasto            | 99,6%              | 0,2%             | 0,2%      |
| La Llanada                    | Túquerres        | 97,4%              | 2,1%             | 0,5%      |
| La Tola                       | Tumaco-Barbacoas | 0,3%               | 97,5%            | 2,2%      |
| La Unión                      | Juanambú         | 99,6%              | 0,3%             | 0,1%      |
| Leiva                         | Juanambú         | 98,9%              | 1,1%             | 0,0%      |
| Linares                       | Túquerres        | 99,7%              | 0,2%             | 0,1%      |
| Los Andes                     | Túquerres        | 98,0%              | 1,9%             | 0,1%      |
| Magüí                         | Tumaco-Barbacoas | 1,7%               | 98,0%            | 0,3%      |
| Mallama                       | Túquerres        | 6,4%               | 0,3%             | 93,3%     |
| Mosquera                      | Tumaco-Barbacoas | 0,9%               | 99,1%            | 0,0%      |
| Nariño                        | Pasto            | 98,5%              | 1,3%             | 0,2%      |
| Olaya Herrera                 | Tumaco-Barbacoas | 1,0%               | 94,4%            | 4,6%      |
| Ospina                        | Túquerres        | 95,4%              | 0,1%             | 4,5%      |
| Pasto                         | Pasto            | 96,8%              | 0,9%             | 2,3%      |
| Francisco Pizarro             | Tumaco-Barbacoas | 10,8%              | 88,7%            | 0,5%      |
| Policarpa                     | Juanambú         | 90,5%              | 9,4%             | 0,1%      |
| Potosí                        | Obando           | 80,0%              | 0,0%             | 20,0%     |
| Providencia                   | Túquerres        | 92,2%              | 0,0%             | 7,8%      |
| Puerres                       | Obando           | 93,7%              | 0,1%             | 6,2%      |
| Pupiales                      | Obando           | 91,9%              | 0,2%             | 7,9%      |
| Ricaurte                      | Túquerres        | 20,5%              | 1,6%             | 77,9%     |
| Roberto Payán                 | Tumaco-Barbacoas | 0,6%               | 98,2%            | 1,2%      |
| Samaniego                     | Túquerres        | 89,7%              | 0,2%             | 10,1%     |
| Sandoná                       | Pasto            | 99,3%              | 0,6%             | 0,1%      |
| San Bernardo                  | Juanambú         | 99,9%              | 0,1%             | 0,0%      |
| San Lorenzo                   | Juanambú         | 99,8%              | 0,1%             | 0,1%      |
| San Pablo                     | Juanambú         | 99,7%              | 0,3%             | 0,0%      |
| San Pedro de Cartago          | Juanambú         | 99,7%              | 0,3%             | 0,0%      |
| Santa Bárbara                 | Tumaco-Barbacoas | 1,0%               | 97,1%            | 1,9%      |
| Santacruz                     | Túquerres        | 9,9%               | 0,1%             | 90,0%     |
| Sapuyes                       | Túquerres        | 73,4%              | 0,2%             | 26,4%     |
| Taminango                     | Juanambú         | 99,5%              | 0,4%             | 0,1%      |
| Tangua                        | Pasto            | 93,1%              | 0,1%             | 6,8%      |
| Tumaco                        | Tumaco-Barbacoas | 4,3%               | 85,6%            | 9,1%      |
| Túquerres                     | Túquerres        | 61,6%              | 0,2%             | 38,2%     |
| Yacuanquer                    | Pasto            | 99,1%              | 0,2%             | 0,7%      |
| Provincia del Juanambú        |                  | 98,2%              | 0,7%             | 1,1%      |
| Provincia de Obando           |                  | 51,7%              | 0,4%             | 47,9%     |
| Provincia de Pasto            |                  | 97,2%              | 0,8%             | 2,0%      |
| Provincia de Túquerres        |                  | 69,6%              | 0,5%             | 29,9%     |
| Altiplano nariñense           |                  | 82,6%              | 0,6%             | 16,8%     |
| Provincia de Tumaco-Barbacoas |                  | 4,1%               | 86,0%            | 9,9%      |
| Nariño                        |                  | 66,5%              | 17,8%            | 15,7%     |